# Trần Văn Dược
Trần Văn Dược (1929 – 19 tháng 7 năm 1988) thường được biết đến với tên gọi "Tư Dược", là một bác sĩ quân y của Quân đội Nhân dân Việt Nam, hàm Đại tá, nguyên phó phòng Quân y Quân khu 9, Giám đốc Xí nghiệp 408 thuộc Cục Hậu cần Quân khu 9. Ông đã nghiên cứu thành công việc nuôi rắn sinh sản tự nhiên với quy mô lớn, hình thức đa dạng, cho ra đời nhiều sản phẩm từ rắn phục vụ việc chữa bệnh. Được xem là "đệ nhất phương nam" chuyên chữa trị cho người bị rắn độc cắn và là người sáng lập Trại rắn Đồng Tâm, ông được nhà nước Việt Nam phong tặng danh hiệu Thầy thuốc Nhân dân và Anh hùng Lao động.

## Cuộc đời

### Trước 1975
Trần Văn Dược sinh năm 1929 tại xã Tuyên Thạnh, huyện Mộc Hóa, tỉnh Long An. Ông sinh ra trong gia đình có truyền thống hành nghề chữa bệnh rắn cắn. Ngay từ khi còn nhỏ, ông đã học nghề bắt rắn, tìm hiểu cách lấy nọc, cách chữa trị khi rắn cắn bằng những cây thuốc, lá cỏ trong dân gian. Sau khi nhập ngũ vào năm 1948 và theo nghề quân y, ông tiếp tục tìm hiểu nghiên cứu về nọc độc của rắn để chữa trị cho bộ đội. Năm 1954, ông tập kết ra Bắc. Nhưng ra đến Hải Phòng không bao lâu thì ông được lệnh lên đường vào chiến trường miền Nam. Ông được phân công công tác tại huyện ủy Cái Bè. Mãi đến sau sự kiện 30 tháng 4 năm 1975, ông mới trở về thăm gia đình. Sau khi lực lượng vũ trang Quân khu 9 tiếp quản Mỹ Tho, ông trở thành Chính ủy Bệnh viện K20 (sau này là Bệnh viện Quân y 120).

### Sau 1975
Sau năm 1975, Trần Văn Dược được Quân khu 9 giao nhiệm vụ nghiên cứu nuôi trồng dược liệu để chế thuốc, giải quyết một phần thuốc chữa bệnh cho quân đội. Ông đã lên đường về căn cứ Đồng Tâm (xã Bình Đức, huyện Châu Thành) để thành lập một Đội nuôi rắn theo ý kiến đề xuất của bản thân. Ngày 27 tháng 5 năm 1977, 5 cán bộ từ Cần Thơ đến căn cứ Đồng Tâm (xã Bình Đức, huyện Châu Thành, tỉnh Tiền Giang), đóng lồng nuôi rắn trên khu căn cứ quân sự đầy mìn và dây kẽm gai do Hoa Kỳ để lại, lấy tên là Xí nghiệp 408. 5 cán bộ Đội nuôi rắn lúc ấy bao gồm Trung tá Trần Văn Dược là đội trưởng và Lý Văn Kiên – cha vợ của Trần Thiện Tín, con trai Trần Văn Dược – là đội phó. Trần Văn Dược trở thành giám đốc đầu tiên của Xí nghiệp 408 cũng như Trại rắn Đồng Tâm.
Từ kinh nghiệm của gia đình, ông đã áp dụng thành công vào việc nuôi rắn sinh sản với các hình thức: tự nhiên, bán tự nhiên và nuôi lồng, tạo ra sản lượng lớn và chế biến nhiều sản phẩm từ rắn phục vụ cho trong nước và xuất khẩu. Ông còn nghiên cứu thành công thuốc trị rắn cắn, lập phác đồ cấp cứu, điều trị rắn cắn và phổ biến cho Quân đội Việt Nam. Ngoài ra, ông còn chỉ đạo và tham gia việc chăn nuôi trăn, kỳ đà, cá sấu, nai, rùa và nhiều cây thuốc quý khác để cung cấp nguyên liệu cho Quân khu và chế biến được 19 loại sản phẩm dược phục vụ chữa bệnh.
Trong những năm Chiến tranh Việt Nam, người dân vùng Đồng Tháp Mười lưu truyền rất nhiều câu chuyện về một thầy rắn Tư Dược, trong đó có câu chuyện về việc ông cứu sống một cô gái trẻ chết lâm sàng sau khi bị rắn cắn. Lời đồn về khả năng huýt gió gọi rắn hổ ra khỏi hang, biết rắn gì, nằm ở đâu và cứu người chết sống lại của ông cứ như vậy lan truyền khắp đồng bằng. Điều này đã tác động ít nhiều đến danh tiếng của trại nuôi rắn và nghiên cứu dược liệu Đồng Tâm khi nó được thành lập.

### Cuối đời
Năm 1988, Trần Văn Dược được điều về công tác ở Phòng Quân y của Quân khu 9, Lý Văn Kiên thay ông làm Giám đốc Trại rắn. Cũng trong năm này, Xí nghiệp dược 408 được nâng cấp thành Trung tâm Nuôi trồng, nghiên cứu, chế biến dược liệu Quân khu 9. Khi đang dạy một lớp quân y tại trại rắn về cách chữa trị rắn cắn, sáng ngày 19 tháng 7 năm 1988, Trần Văn Dược bị nhồi máu cơ tim và đột quỵ. Ông được đưa vào Bệnh viện Quân y 175 cấp cứu nhưng không qua khỏi. Ông mất vào buổi chiều cùng ngày. Nhiều nguồn thông tin cho rằng ông mất cũng vào năm Kỷ Tỵ (1989) và cũng sinh năm Kỷ Tỵ (1929), nên đã có rất nhiều câu chuyện, giai thoại li kỳ về cái chết của ông liên quan đến rắn. Đến ngày 13 tháng 12 cùng năm, ông được truy tặng danh hiệu Anh hùng Lao động, cùng đợt với Trung tâm nuôi trồng dược liệu Đồng Tâm được trao tặng danh hiệu này.

## Đời tư
Trần Văn Dược kết hôn cùng vợ là bà Phạm Thị Thanh sinh năm 1932. Khi ông tập kết ra Bắc thì bà đang mang thai người con trai đầu lòng là Trần Thiện Tín. Mãi cho đến năm 1975, sau khi Chiến dịch Hồ Chí Minh kết thúc, Trần Văn Dược mới về thăm gia đình. Khi ông theo quân đội về tiếp quản Mỹ Tho, Trần Thiện Tín đang là lính trinh sát thuộc Quân khu 8. Đến khoảng năm 2007, anh là Phó phòng Thanh tra Sở Lao động – Thương binh & Xã hội tỉnh Tiền Giang. Ngoài Trần Thiện Tín, Trần Văn Dược và vợ còn 2 người con trai và 1 người con gái. Trong đó người con trai út là Trần Văn Dũng sinh năm 1967, nguyên quyền Chủ tịch Ủy ban nhân dân thành phố Mỹ Tho, Giám đốc Sở Kế hoạch – Đầu tư tỉnh Tiền Giang và hiện là Phó chủ tịch Ủy ban nhân dân tỉnh Tiền Giang.

## Khen thưởng
- Danh hiệu:
  - Thầy thuốc Nhân dân.[9]
  - Anh hùng Lao động (1989).[11]
- Huân chương:[19]
  - Huân chương Quân công hạng Ba
  - Huân chương Chiến công hạng Nhất, Nhì, Ba